# Lost Without You (Delta-Goodrem-Lied)
Lost Without You (englisch für „Verloren Ohne Dich“) ist ein Lied der australische Singer-Songwriterin Delta Goodrem aus dem Jahr 2003.

## Entstehung und Veröffentlichung
Das Lied wurde von Bridget Benenate und Matthew Gerrard geschrieben beziehungsweise komponiert. Gerrard zeichnete darüber hinaus aus für die Produktion verantwortlich.
Die Erstveröffentlichung von Lost Without You erfolgte als Single am 28. Februar 2003. Diese erschien unter anderem als CD-Maxi-Single mit einer Akustikversion sowie dem Lied In My Own Time als B-Seite. Am 21. März 2003 erschien das Lied als Teil von Delta Goodrems Debütalbum Innocent Eyes. Im November des gleichen Jahres erschien eine Neuauflage der Single mit drei Versionen zu Lost Without You sowie dem Titel Hear Me Calling als B-Seite.

## Inhalt
Delta Goodrems Liedtext handelt von einer Person, die ohne Partner verloren ist und nicht weiß, wie sie ohne Partner stark sein kann. Der Text drückt die Einsamkeit und Verwirrung aus, die die Sängerin empfindet, nachdem ihr Geliebter gegangen ist. Man bezieht sich auf die Sturheit und den Stolz der Sängerin, aber auch auf die Kompromissbereitschaft und den Glauben, Probleme gemeinsam lösen zu können. Die Sängerin gibt zu, dass sie sich geirrt habe und sie keine Antworten habe, bis der geliebte Mensch nicht mehr da sei. Im Liedtext wird betont, wie wichtig der Sängerin ein geliebter Mensch ist, ohne diesen sie sich verloren einsam und verwirrt fühle. Der Verlust eines geliebten Menschen mache das Leben schwer und die Sängerin sehnt sich danach, dass alles wieder gut wird. Es kommt auch die Verzweiflung der Sängerin heraus, da sie nicht wisse, wie sie ohne den Geliebten stark sein solle. Die Sehnsucht und die Tränen, die die Sängerin hier empfindet, werden ebenfalls erwähnt.

## Musikvideo
Es wurden zwei offizielle Musikvideos zu Lost Without You produziert. Das erste Video wurde von Kate Bell in Roehampton gedreht und am 17. Februar 2003 veröffentlicht. Goodrem äußerte sich dazu wie folgt: “It's a nice step from the last video. It's kind of a little bit more relaxed. We hung a little bit looser and freer on this one. The other one looks really kind of serious and I actually jump around a lot more than what people think. Just the atmosphere and everything about the clip – I'm really happy with it.” (deutsch: „Es ist ein schöner Fortschritt gegenüber dem letzten Video. Es ist irgendwie ein bisschen entspannter. Wir hingen ein bisschen lockerer und freier in diesem. Das andere sieht wirklich ernst aus und ich springe tatsächlich viel mehr herum, als die Leute denken. Allein die Atmosphäre und alles an dem Clip – ich bin wirklich zufrieden damit.“) Diese Version zeigt Goodrem, wie sie ein Wohnzimmer in ihrem Haus betritt und beim Betreten den Raum erleuchtet und beginnt, die Teile des Liedes auf dem Klavier zu spielen. Im Verlauf des Liedes erinnert sie sich an die vielen Male, die sie mit ihren Freunden verbracht hat. Einige Szenen zeigen Goodrem auch in ihrem Zimmer, wo sie sich noch immer an diese Zeit erinnert. Das Video mit Blick hinter die Kulissen ist auf Goodrems erstem Videoalbum Delta (2003) verfügbar.
Im März 2011 veröffentlichte Goodrem den Titel auf der Videoplattform YouTube und konnte über 11 Millionen Aufrufe erzielen.

## Kommerzieller Erfolg

### Chartplatzierungen
Lost Without You avancierte für Delta Goodrem nach Born to Try zum zweiten Nummer-eins-Hit in ihrer Heimat. In den britischen Charts erreichte sie nach Born to Try zum zweiten Mal die Top 10, während es in Deutschland und der Schweiz ihr zweiter Charthit war.
| ChartsChartplatzierungen     | Höchstplatzierung | Wochen |
| ---------------------------- | ----------------- | ------ |
| Australien (ARIA)            | 1 (18 Wo.)        | 18     |
| Deutschland (GfK)            | 27 (17 Wo.)       | 17     |
| Österreich (Ö3)              | 14 (16 Wo.)       | 16     |
| Schweiz (IFPI)               | 47 (9 Wo.)        | 9      |
| Vereinigtes Königreich (OCC) | 4 (13 Wo.)        | 13     |

| ChartsJahrescharts (2003)    | Platzierung |
| ---------------------------- | ----------- |
| Australien (ARIA)            | 7           |
| Vereinigtes Königreich (OCC) | 79          |

| ChartsJahrescharts (2004) | Platzierung |
| ------------------------- | ----------- |
| Österreich (Ö3)           | 73          |

### Auszeichnungen für Musikverkäufe
| Land/Region       | Auszeichnungen für Musikverkäufe (Land/Region, Auszeichnung, Verkäufe) | Verkäufe |
| ----------------- | ---------------------------------------------------------------------- | -------- |
| Australien (ARIA) | 2× Platin                                                              | 140.000  |
| Insgesamt         | 2× Platin ·                                                            | 140.000  |